# リザーヴ (ニューメキシコ州)
リザーヴ(Reserve)はアメリカ合衆国ニューメキシコ州カトロン郡の村。人口は2010年の国勢調査で289人。カトロン郡の郡庁所在地である。現在町にはホテル、いくつかの商店、バー、診療所がある。古いアメリカ西部の特色を残す町である。町は、エルフェゴ・バカが、カウボーイのチャールズ・マカーティを捕らえるために彼を殺そうとしていた、テキサス・カウボーイのギャングたちを食い止めた場所でもある。
リザーヴは、アリゾナ=ニューメキシコ州境のヒラ国有林に位置する。州最大の面積で最少の人口のカトロン郡の郡庁所在地である。地域には、岩面陰刻や歴史に残る西部劇時代の場所と同様に、モゴヨンとアナサジの部族の遺跡が含まれる。

## 歴史
1860年代、メキシコ系アメリカ人は川沿いに一連の村々を創設し、それぞれアッパー、ロウワー、ミドル・サンフランシスコ・プラザと名付けた。1870年代後半にアングロ系入植者が到着し始めた。彼らはアッパー・フリスコ・プラザを、商人でサロンの所有者であったミリガンにちなんで、ミリガンズ・プラザと改名した。
ミリガンズ・プラザは伝説のエルフェゴ・バカのフリスコ銃撃戦の場所である。1882年または1884年、19歳のバカはどうも保安官代理を自称したらしく、ソコロからそのプラザへと130マイルを馬でやって来た。そこで彼は、酔っぱらったカウボーイに悩まされていたメキシコ系アメリカ人のコミュニティに正義をもたらそうとした。
80人のテキサス人に数で優位に立たれ、バカはハカル(jacal, 草で作った壊れやすい小屋)に隠れて、そして暴徒に包囲された。弾丸とダイナマイトでは彼を追い払うことができず、そして33時間の銃撃戦の末、バカは負傷することなく、敵に死と大怪我をもたらした。

## 地理
リザーヴは 北緯33度42分31秒 西経108度45分39秒 / 北緯33.70861度 西経108.76083度に位置している。アメリカ合衆国国勢調査局によると、総面積は1.5 km² (0.6 mi²)で、すべて陸地である。

## 人口動勢
以下は2000年の国勢調査における人口統計データである。
基礎データ
- 人口: 387人
- 世帯数: 177世帯
- 家族数: 103家族
- 人口密度: 266.8/km² (696.2/mi²)
- 住居数: 238軒
- 住居密度: 164.1/km² (428.2/mi²）

人種別人口構成
- 白人: 80.10%
- アフリカン・アメリカン: 0.52%
- ネイティブ・アメリカン: 0.52%
- その他の人種: 13.95%
- 混血: 4.91%
- ヒスパニック・ラテン系: 40.57%

世帯と家族（対世帯数）
- 世帯数: 177世帯
- 18歳未満の子供がいる: 25.4%
- 結婚・同居している夫婦: 41.8%
- 未婚・離婚・死別女性が世帯主: 14.1%
- 非家族世帯: 41.8%
- 単身世帯: 39.0%
- 65歳以上の老人1人暮らし: 16.4%
- 平均構成人数
  - 世帯: 2.14人
  - 家族: 2.84人

年齢別人口構成
- 18歳未満: 24.5%
- 18-24歳: 7.5%
- 25-44歳: 20.9%
- 45-64歳: 28.2%
- 65歳以上: 18.9%
- 年齢の中央値: 43歳
- 性比（女性100人あたりの男性の人口）
  - 総人口: 95.5人
  - 18歳以上: 89.6人

収入と家計
- 収入の中央値
  - 世帯: 24,750米ドル
  - 家族: 30,536米ドル
  - 性別
    - 男性: 30,833米ドル
    - 女性: 16,000米ドル
- 人口1人あたり収入: 14,612米ドル
- 貧困線以下
  - 対家族数: 14.2%
  - 対人口: 17.8%
  - 18歳未満: 22.6%
  - 65歳以上: 9.1%